# Rogue’s Gallery: Pirate Ballads, Sea Songs, and Chanteys
Rogue’s Gallery: Pirate Ballads, Sea Songs and Chanteys — сборный альбом морских песен шанти, исполненных в разных жанрах различными артистами (начиная Стингом и заканчивая Брайаном Ферри), издан в 2006 году.

## Об альбоме
Диск содержит более сорока разнообразных морских песен, многие из которых исполнены в манере, традиционно свойственной другим музыкальным жанрам. До работы над этим альбомом большинство поп-исполнителей не были близко знакомы с морскими шанти, как с отдельным направлением в музыке, за исключением Стинга, записавшего для альбома целых две песни. В создании альбома также приняли участие несколько хорошо известных исполнителей в стиле фолк, таких как Ричард Томпсон, Мартин Карти и Джеймс Кук.
В оформлении обложки дисков «Rogue’s Gallery: Pirate Ballads, Sea Songs and Chanteys» использована картина Говарда Пайла «Пират, высаженный на необитаемый остров».

## Список композиций

### Диск 1
1. «Cape Cod Girls» — Baby Gramps — 7:14
2. «Mingulay Boat Song» — Richard Thompson — 4:13
3. «My Son John» — John C. Reilly — 1:38
4. «Fire Down Below» — Nick Cave — 2:50
5. «Turkish Revelry» — Loudon Wainwright III — 4:21
6. «Bully in the Alley» — Three Pruned Men (The Virgin Prunes) — 2:30
7. «The Cruel Ship’s Captain» — Bryan Ferry — 3:35
8. «Dead Horse» — Robin Holcomb — 2:54
9. «Spanish Ladies» — Bill Frisell — 2:22
10. «Coast of High Barbary» — Joseph Arthur — 4:02
11. «Haul Away Joe» — Mark Anthony Thompson — 4:10
12. «Dan Dan» — David Thomas — 0:50
13. «Blood Red Roses» — Sting — 2:44
14. «Sally Brown» — Teddy Thompson — 2:54
15. «Lowlands Away» — Rufus Wainwright & Kate McGarrigle — 3:25
16. «Baltimore Whores» — Gavin Friday — 4:40
17. «Rolling Sea» — Eliza Carthy — 4:49
18. «The Mermaid» — Martin Carthy & The UK Group — 2:23
19. «Haul on the Bowline» — Bob Neuwirth — 1:29
20. «A Dying Sailor to His Shipmates» — Bono — 4:44
21. «Bonnie Portmore» — Lucinda Williams — 3:36
22. «Shenandoah» — Richard Greene & Jack Shit — 2:58
23. «The Cry of Man» — Mary Margaret O'Hara — 3:06

### Диск 2
1. «Boney» — Jack Shit — 1:55
2. «Good Ship Venus» — Loudon Wainwright III — 3:15
3. «Long Time Ago» — White Magic — 2:35
4. «Pinery Boy» — Nick Cave — 3:15
5. «Lowlands Low» — Bryan Ferry & Antony — 2:35
6. «One Spring Morning» — Akron/Family — 5:25
7. «Hog Eye Man» — Martin Carthy & Family — 2:44
8. «The Fiddler» — Ricky Jay & Richard Greene — 1:34
9. «Caroline and Her Young Sailor Bold» — Andrea Corr — 3:58
10. «Fathom the Bowl» — John C. Reilly — 3:44
11. «Drunken Sailor» — David Thomas — 3:44
12. «Farewell Nancy» — Ed Harcourt — 6:06
13. «Hanging Johnny» — Stan Ridgway — 3:28
14. «Old Man of the Sea» — Baby Gramps — 5:18
15. «Greenland Whale Fisheries» — Van Dyke Parks — 4:41
16. «Shallow Brown» — Sting — 2:30
17. «The Grey Funnel Line» — Jolie Holland — 4:53
18. «A Drop of Nelson’s Blood» — Jarvis Cocker — 7:10
19. «Leave Her Johnny» — Lou Reed — 5:30
20. «Little Boy Billy» — Ralph Steadman — 5:33

## Продюсеры
- Hal Willner
- Gore Verbinski
- Johnny Depp
- Brett Gurewitz
- Graham Sutton